# Nowaky (obwód połtawski)
Nowaky (ukr. Новаки) – wieś na Ukrainie, w obwodzie połtawskim, w rejonie łubieńskim, w hromadzie Łubny. W 2001 liczyła 1068 mieszkańców, spośród których 1045 wskazało jako ojczysty język ukraiński, 18 rosyjski, 2 białoruski, 1 romski, a 2 inny.